# The Trick Is to Keep Breathing
The Trick Is to Keep Breathing è il quinto singolo dei Garbage del secondo album Version 2.0. È uscito nel febbraio 1999.

## Distribuzione
Il video per The Trick Is to Keep Breathing è stato diretto da Sophie Muller e girato la stessa sera del video live di When I Grow Up.